# Change Your Mind
A Change Your Mind című kislemez a brit Beats International 4. és egyben utolsó kimásolt kislemeze az Excursion On The Version című stúdióalbumról. A dal 1992-ben kizárólag az Egyesült Államokban jelent meg kislemezen. 
A dal csupán az amerikai Billboard Dance listájára került fel, ahol a 28. helyen végzett.[forrás?]

## Megjelenések
12"  Egyesült Államok London Records – 869 709-1
- A1	Change Your Mind (Giant Club Mix / Ragga Reprise Continuous Play) 13:30

Written By – P. Youth
- A2	Change Your Mind (Ragga Dub) 6:01
- B1	Change Your Mind (Cook's Mix) 5:35
- B2	Change Your Mind (Prento Mix) 5:59
- B3	Change Your Mind (Daou Piano Dub)6:28

## Slágerlista
| Slágerlista (1990)               | Legjobb helyezés |
| -------------------------------- | ---------------- |
| US Billboard Hot Dance Club Play | 28               |